# Sugar mountain - live at Canterbury House 1968
Sugar mountain - Live at Canterbury House 1968 is een live muziekalbum van Neil Young. De opnamen dateren van 9 en 10 november 1968 toen hij met het nummer Sugar mountain optrad in Canterbury House in Ann Arbor (Michigan). Het album laat een vroege akoestische Neil Young horen. De liedjes worden afgewisseld door verhaaltjes van Neil Young, onder meer over zijn werk in een boekwinkel, toen hij onder invloed was van pillen.
Het album heeft nummer 00 meegekregen, maar is de derde uitgave in de reeks Neil Young Archive Performance Serie; het volgt op de delen 1 en 2.
De uitgave bestaat uit een cd en een dvd. De hoes bevat een foto van Young gemaakt door Linda McCartney.

## Musici
- Neil Young – zang, akoestische gitaar

## Composities

### Cd
1. (Emcee intro)
2. "On the way home"
3. Songwriting rap
4. "Mr. Soul"
5. Recording rap
6. "Expecting to fly"
7. "The last trip to Tulsa"
8. Bookstore rap
9. "The loner"
10. "I used to" rap
11. "Birds
12. "Winterlong" (fragment) met "Out of my mind - intro"
13. "Out of my mind"
14. "If I could have her tonight"
15. Classical gas rap
16. "Sugar mountain – intro"
17. "Sugar mountain"
18. "I've been waiting for you"
19. Songs rap
20. "Nowadays Clancy can't even sing"
21. "Tuning rap & The old laughing lady – intro"
22. "The old laughing lady"
23. "Broken arrow"

### Dvd
Idem